# Judith Miller
Judith Miller (ogift Judith Sophie Lacan), född 3 juli 1941 i Antibes, död 6 december 2017 i Paris, var en fransk filosof och psykoanalytiker. Hon var dotter till psykoanalytikern Jacques Lacan och skådespelerskan Sylvia Bataille. Hon var gift med psykoanalytikern Jacques-Alain Miller.

## Biografi
Judith Miller var medlem av Gauche prolétarienne, en maoistisk rörelse, och föreläste vid Centre universitaire de Vincennes. Hon visade på en stark radikalism och efter kontroversiella uttalanden om universitetet stängdes hon av som föreläsare; hon återkom dock 1981.